# Choi San
Choi San (kor.최산, ur. 10 lipca 1999 w Namhae, Gyeongsang Południowy, Korea Południowa) - południowokoreański wokalista, tancerz, aktor oraz członek boysbandu Ateez.

## Życiorys

### Dzieciństwo i rodzina
San wychowywał się w Namhae, ale z powodu braku szpitali w tej miejscowości, przyszedł na świat w pobliskim Jinju. Jest najmłodszym z dwojga dzieci Choi Jongcheol-a i Kim Nam-ji. Jego ojciec (Choi Jongcheol) jest sekretarzem generalnym w Stowarzyszeniu Sportów Osób Niepełnosprawnych w Namhae, będącego częścią Koreańskiego Komitetu Paraolimpijskiego. Był też trenerem w klubie sportowym Donga w Namhae, gdzie uczył Taekwondo. Dużą role w jego wychowaniu mieli dziadkowie którzy, jak mówi San spędzali z nim więcej czasu niż rodzice ze względu na ich opiekę nad klubem sportowym taekwondo. Zarówno rodzice jak i dziadkowie wspierali go w jego marzeniach o byciu wokalistą- matka Sana, Kim Nam-ji przez 2,5 roku podróżowała pomiędzy Seulem a Namhae, spędzając w każdym po pół tygodnia, by wspierać uczącego się wtedy w Korean Arts High School, piętnastoletniego Sana.

### Edukacja
Uczęszczał do:
- Namhae Elementary School (Ukończono)
- Namhae Middle School (Ukończono)
- Namhae High School (Przeniesiony)
- Korean Arts High School wydział Muzyki (Od drugiego semestru pierwszego roku[10][11]; Ukończono[12])
- Global Cyber University wydział Nadawania i Rozrywki (Ukończono z wyróżnieniem[13])

## Kariera muzyczna

### Debiut
San dołączył do KQ Entertainment jako trainee i został przedstawiony jako członek pre-debiutowej grupy "KQ Fellaz". 24 października 2018 roku zadebiutował jako członek zespołu Ateez, z pierwszym albumem Treasure EP.1: All To Zero.

### Rosnąca popularność
15 stycznia 2019 roku z zespołem wydał drugi minialbum „TREASURE EP.2: Zero To One” a 10 czerwca 2019 roku ukazał się trzeci minialbum grupy „TREASURE EP.3: One To All”. 20 czerwca dzięki głównemu utworowi tego albumu „WAVE” zespół zdobył swoje pierwsze zwycięstwo w programie muzycznym „M! Countdown” na kanale Mnet.. 23 sierpnia 2019 roku zespół otrzymał nagrodę New Hallyu Performance Award podczas 3. edycji Soribada Best K-Music Awards (znanego później jako K-World Dream Awards), a cztery edycje później, dostali główną nagrodę. 8 października 2019 roku ukazał się pierwszy pełny album zespołu „TREASURE EP.FIN: All To Action”. Od czasu debiutu zagrali łącznie 214 koncertów w kraju i na świecie.

## Działalność pozamuzyczna

### Programy telewizyjne
San wraz z innymi członkami zespołu Ateez brał udział w wzięli udział w programie Kingdom: Legendary War, który rozpoczął emisję w kwietniu 2021 roku. Był to inauguracyjny sezon konkurencyjnego show Mnet, stworzonego dla męskich zespołów. W rywalizacji jego zespół zmierzyli się z The Boyz, BtoB, iKON, SF9 i Stray Kids.

### K-Drama
Grał w południowokoreańskiej dramie "Imitation" bazująca na webtoonie o tym samym tytule. Serial emitowano na KBS2 od 7 maja 2021 roku do 23 lipca 2021 roku. K-drama była dostępna platformach Rakuten Viki Originals oraz iQiyi.

### Ambasador Namhae
W 2021 roku San został mianowany ambasadorem swojej rodzinnej miejscowości Namhae, a jego zadaniem jest promowanie miasta. Decyzja ta wynika z faktu, że Choi San jest pierwszym idolem pochodzącym z Namhae i jeszcze przed objęciem tej roli aktywnie wspierał promocję miasta.

## Ciekawostki
- Jego imię San (산) w języku koreańskim oznacza "górę".
- San pochodzi z królewskiego klanu Choi z Gyeongju w Korei Południowej[26].
- W październiku 2017 roku wziął udział w przesłuchaniu[27] do reality show MIXNINE jednak nie przeszedł castingu.
- San i Wooyoung (jeden z członków Ateez) mają takie same tatuaże przyjaźni z napisem „Amicus ad Aras”, co oznacza „Przyjaciele aż do końca”[28][29].
- San posiada czarny pas trzeciego stopnia w Taekwondo[30][31]
- Podczas nauki w szkole podstawowej w Namhae pełnił funkcję przewodniczącego samorządu uczniowskiego[32].